# غيغيغي نو كيتارو (فلم 2007)

غيغيغي نو كيتارو (باليابانية الروماجية: Gegege no Kitarô) هو فيلم ياباني خيالي من إخراج كاتسوهيدي موتوكي وإنتاج شركة شوتشيكو تم إنتاجه عام 2007 يتحدث الفيلم عن كيتارو وهو نصف إنسان ونصف يوكاي (مصطلح عام للمخلوقات والكائنات الخارقة للطبيعة) يتيم، عندما كان طفلاً ومكرسًا للحفاظ على السلام بين العالمين البشري واليوكاي، يحاول «كيتارو» إنقاذ فتاة في المدرسة الثانوية تُدعى «يوميكو» وإيقاف حجر لديه القدرة على التحكم في العالمين من الوقوع في الأيدي الخطأ